# Ron Rash
Ron Rash (Chester (South Carolina), 1953) is een Amerikaans schrijver en hoogleraar cultuurgeschiedenis van de Appalachen aan de Western Carolina University. Hij schreef diverse dichtbundels, korte verhalen, kinderboeken en vier romans. Zijn vierde roman, Serena, betekende zijn wereldwijde doorbraak en werd in het Nederlands door De Geus uitgegeven. Rash is meerdere malen finalist geweest voor de PEN/Faulkner Award en heeft diverse andere prijzen gewonnen.

### Poezie
- Eureka Mill (1998)
- Among the Believers (2000)
- Raising the Dead (2002)

### Korte verhalen (collecties)
- The Night The New Jesus Fell to Earth and Other Stories from Cliffside, North Carolina (1994)
- Casualties (2000)
- Chemistry and Other Stories (2007)

### Kinderboeken
- The Shark’s Tooth (2001)

### Romans
- One Foot in Eden (2002)
- Saints at the River (2004)
- The World Made Straight (2006)
- Serena (2008)
- The Cove (2012)

- Bibsys: 12013364
- Biblioteca Nacional de España: XX4613557
- Bibliothèque nationale de France: cb16108536g (data)
- Gemeinsame Normdatei: 1068190663
- International Standard Name Identifier: 0000 0001 2283 1807
- Library of Congress Control Number: n94048773
- Bibliotheek van het Japanse parlement: 001205745
- Nationale Bibliotheek van Tsjechië: xx0129347
- Nationale bibliotheek van Australië: 42065740
- Nationale Bibliotheek van Israël: 987007454373405171
- Nationale Bibliotheek van Polen: a0000003172706
- Nederlandse Thesaurus van Auteursnamen: 260538647
- Système universitaire de documentation: 139016864
- Trove: 1456700
- Virtual International Authority File: 95351625
- WorldCat: E39PBJp9pVDbYPFggdxVFW8wG3